# Tiragal·loïta
La tiragal·loïta és un mineral de la classe dels silicats. Rep el nom per Paolo Onofrio Tiragallo (1905 - 1987), distingit mineralogista aficionat. Conservador i comissari de la col·lecció mineralògica de la Universitat de Gènova.

## Característiques
La tiragal·loïta és un silicat de fórmula química Mn2+₄As5+Si₃O₁₂(OH). Pertany a una rara classe de compostos amb àtoms d'arsènic que substitueixen els àtoms de silici en anions de silicats, els anomenats arsenosilicats. Va ser aprovada com a espècie vàlida per l'Associació Mineralògica Internacional l'any 1979. Cristal·litza en el sistema monoclínic.
Segons la classificació de Nickel-Strunz, la tiragal·loïta pertany a «09.BJ: Estructures de sorosilicats amb anions Si₃O10, Si₄O11, etc.; cations en coordinació octaèdrica [6] i major coordinació» juntament amb els següents minerals: orientita, rosenhahnita, trabzonita, thalenita-(Y), fluorthalenita-(Y), medaïta, ruizita, ardennita-(As), ardennita-(V), kilchoanita, kornerupina, prismatina, zunyita, hubeïta i cassagnaïta.

## Formació i jaciments
Va ser descoberta a la mina Molinello, situada a la localitat de Ne, a la província de Gènova (Ligúria, Itàlia). També ha estat descrita en altres indrets d'Itàlia, no tan sols a Ligúria, sinó també a la Vall d'Aosta, al Piemont i la Llombardia. Fora d'Itàlia també ha estat trobada a Suïssa, Àustria i el Japó.